# Okunevka
L'Okunevka (in russo Окуневка?) è un fiume della Russia, nella Siberia occidentale, affluente di sinistra del Kul'ëgan. Scorre nel Nižnevartovskij rajon del Circondario autonomo degli Chanty-Mansi-Jugra. 

## Geografia
Il fiume ha origine nella pianura di Vasjugan e scorre in direzione principalmente nord-orientale.  La sua lunghezza è di 151 km. L'area del bacino è di 776 km². Sfocia nel Kul'ëgan' a 71 km dalla foce. Il suo maggior affluente è lo Ëkkuh"jach (lungo 51 km), proveniente dalla sinistra idrografica.